# Salix flabellaris
Salix flabellaris — вид квіткових рослин із родини вербових (Salicaceae).

## Морфологічна характеристика
Це карликовий кущ до 15 см заввишки. Молоді гілки чорні, голі блискучі, старші часто з білуватими виділеннями. Листки на ніжках 4–8 мм, бороздчаста; листкова пластина еліптична, обернено-яйцеподібна чи округла, 7–25(35) x 5–25 мм, гостра чи тупа, край городчастий чи зазубрений. Квітки з'являються після листя. Чоловічі сережки 10–45 мм; жіночі — подібні. Коробочка ± сидяча, яйцеподібна, зріла 3–4.5 мм завдовжки.

## Середовище проживання
Південно-центральний Китай, Східні та Західні Гімалаї, Непал, Тибет. Населяє гори.